# 利比里亚英语
利比里亚英语，指非洲利比里亚人所說的變種英语。这類英語共有四種：
- 标准的利比里亚人或在利比里亚定居者的英语；
- 克鲁皮欽英語
- 賴比瑞亞克里奧英語
- 美利柯語

通常，利比里亚人不使用这些称呼，而是将所有变种都称为“英语”，而另一方面，“利比里亚英语”有时候也被用来称呼除了标准英语以外的其他所有变种。